# Élidská škola
Elidská škola nebo elidsko-eretrijská škola byla jedna ze Sokratovských škol, jejíž přívrženci byli: Faidón z Élidy, Menedemos, Asklepiades z Eretria. Zachovaly se o ní jen útržkovité zprávy; svými názory se podobala megarské škole. Stoupenci elidské školy se zabývali převážně etickými otázkami. Menedemos tvrdil, že všechny různorodé ctnosti mají jednotný základ, a proto je lze redukovat na jediné dobro, které je vlastně rozumem postižitelná pravda. Menedemovi připisují i názor, že obecné vlastnosti věcí samostatně neexistují, projevují se pouze v jednotlivých konkrétních věcech.